# Котомин, Евгений Алексеевич
Евгений Алексеевич Котомин (латыш. Jevgenijs Kotomins) — советский и латвийский физик, доктор физико-математических наук, действительный член Латвийской академии наук (1993).
Родился 20 сентября 1949 г. в Вильнюсе.
Окончил физико-математический факультет Латвийского государственного университета (1971).
В 1971—1974 гг. инженер, затем младший научный сотрудник Института физики твердого тела Латвийского государственного университета. В 1973—1974 гг. стажёр на кафедре квантовой химии Ленинградского государственного университета.
В 1975 году защитил кандидатскую диссертацию:
- Роль туннелирования в процессах накопления радиационных дефектов и в теории диффузионно-контролируемых реакций : диссертация … кандидата физико-математических наук : 01.04.07. — Рига, 1975. — 140 с. : ил.

В том же году был избран доцентом кафедры физики полупроводников ЛатГУ. В 1980—1985 гг. старший научный сотрудник Института физики твердого тела.
В 1988 году защитил докторскую диссертацию:
- Теория контролируемых туннельной перезарядкой процессов накопления и рекомбинации радиационных дефектов в ионных кристаллах : диссертация … доктора физико-математических наук : 01.04.07. — Рига, 1987. — 221 с. : ил.

После утверждения в степени доктора наук был назначен руководителем Лаборатории теоретической физики и компьютерного моделирования Латвийского университета (занимает эту должность по сегодняшний день).
В 1987—1991 гг. доцент, с 1996 г. профессор кафедры физики полупроводников.
В качестве приглашённого профессора работал в:
- Институте Макса Планка (1999—2000, 2005—2013),
- Оснабрюкском университете (2000—2001),
- Карлсруэском институте трансурановых элементов (2005—2007),
- Университете Астаны (2008—2012).

Монографии, сборники статей и статьи:
- Еварестов Р. А., Котомин Е. А., Ермошкин А. Н. Молекулярные модели точечных дефектов твердых тел. Рига: Наука, 1983. −287 с.
- Закис Ю. Р., Канторович Л. Н., Котомин Е. А., Кузовков В. Н., Тале И. А., Шлюгер А. И. Модели процессов в широкощелевых твердых телах с дефектами. — Рига: «Зинатне», 1991. — 382 с. — («Физика твёрдого состояния»). — ISBN 5-7966-0461-9.
- Е. Котомин, В. Кузовков. Современные аспекты реакций, контролируемых диффузией. Кооперативные явления в бимолекулярных процессах. Амстердам: Elsevier (том 34 в серии «Всесторонняя химическая кинетика»), 1996, 610 стр. (на английском)
- Кэтлоу CRA и Котомин Е. А. (ред.) Computational Materials Science, IOS press, 2003 (NATO Science series III: Computer and Systems Sciences, vol. 187), 420 стр.
- Сикафус К. и Котомин Е. А. (ред.). Радиационные эффекты в твердых телах, 2006 г. (НАТО ASI Science Series II. Physics, Chemistry and Mathematics, Vol. 235)
- Кузовков В. Н., Котомин Е. А., Фишерман Г., Ли К. Д., Дин Т. Х., Ван Л. М. Формирование пустотной сверхрешетки в электронно-облученных изоляционных материалах — Глава II книги: Достижения в исследованиях в области материаловедения, вып. 2, 2011, с. 191—216 (издательство Nova Science Publishers, изд. Мэриэнн К. Уайтерс).
- Хейфец Э., Котомин Э. А., Мастриков Ю., Пискунов С., Майер Дж. Книжная глава Термодинамика перовскитных поверхностей ABO3. В: Термодинамико-интерактивное исследование (InTech Open Access Publishers), 2012 г., стр. 491—518.
- Котомин Е. А., Меркл Р., Ю. А. Мастриков, М. М. Кукля, Дж. Майер, Преобразование энергии: твердооксидные топливные элементы. Моделирование элементарных процессов из первых принципов. Глава 6 в книге: Вычислительные подходы к энергетическим материалам (ред. А. Уолш, А. Сокол, CRA Catlow, Wiley), 2013 г., стр. 149—186.

Индекс Хирша — 34 (2019).
Действительный член Латвийской Академии наук (1993).